# Torneo de Róterdam 2011
El Torneo de Róterdam fue un evento de tenis ATP World Tour de la serie 500 que se jugó entre el 7 y el 13 de febrero en Róterdam (Países Bajos).

## Campeones
- Individuales masculinos:  Robin Soderling derrota a  Jo-Wilfried Tsonga pot 6-3, 3-6 y 6-3.

- Dobles masculinos:  Jurgen Melzer /  Philipp Petzschner derrotan a  Michaël Llodra /  Nenad Zimonjić por 6-4, 3-6 y 10-5.